# Jay Rockefeller
John Davison Rockefeller IV, znany jako Jay Rockefeller (ur. 18 czerwca 1937) - polityk amerykański, senator ze stanu Wirginia Zachodnia (wybrany w 1984 i ponownie w 1990, 1996, 2002 i 2008), członek Partii Demokratycznej. W latach 1977–1985 był gubernatorem stanu Wirginia Zachodnia. 3 stycznia 2015 roku przestał być senatorem.